# Hausse-Spread

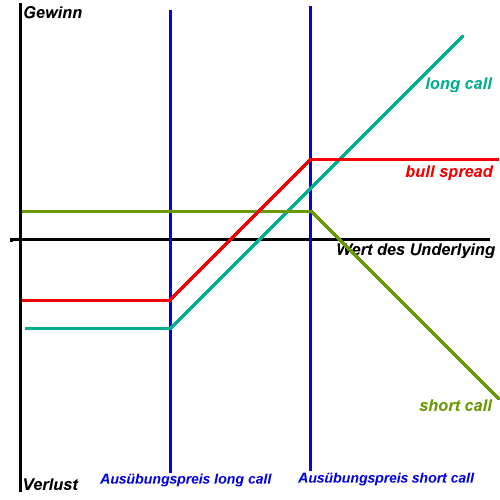
Auszahlungsdiagramm zu einem Bull spread aus Call-Optionen

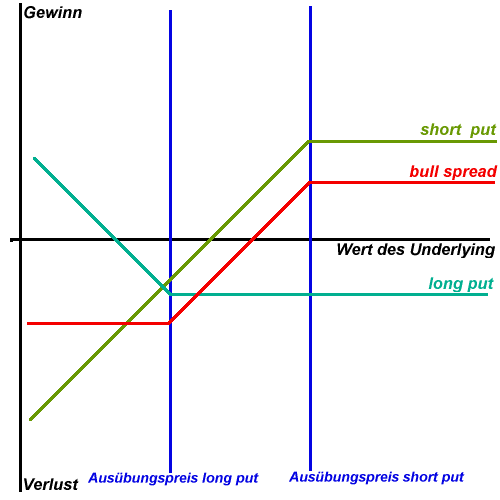
Auszahlungsdiagramm zu einem Bull spread aus Put-Optionen

Ein Hausse-Spread (englisch bull spread und bullish vertical spread) ist eine Optionsstrategie, mit welcher man auf ein Steigen des Preises des Basiswertes spekuliert. Basiswert ist häufig ein  Index, es kann aber jeder beliebige andere Basiswert genommen werden.
Um einen Hausse-Spread zu konstruieren, kauft man eine Kaufoption (man nimmt die long-call-Position ein) und verkauft gleichzeitig eine Kaufoption (man nimmt die short-call-Position ein). In aller Regel ist das Ausübungsdatum der beiden Optionen gleich, jedoch hat die long-call-Position einen niedrigeren Ausübungspreis als die short-call-Position.
Einen Hausse-Spread kann man auch aus zwei Verkaufsoptionen konstruieren, alle anderen Eigenschaften der Optionen bleiben gleich.
Einen Gewinn erzielt man bei dieser Strategie über einen steigenden Kurs des Basiswertes. Allerdings steigt der Gewinn nur solange, bis der Kurs des Basiswertes den höheren der beiden Ausübungspreise erreicht. Weiter steigende Kurse bringen keinen weiteren Gewinn mit sich.
Der Verlust ist ebenso begrenzt. Dieser weitet sich nicht mehr aus, wenn der Kurs des Basiswertes den niedrigeren der beiden Ausübungspreise unterschreitet. Der maximale Verlust bedeutet den Komplettverlust der gezahlten Optionsprämie für die Long-Position, abzüglich der erhaltenen Optionsprämie für die Short-Position.
Das Gegenteil von einem Hausse-Spread ist ein Baisse-Spread.